# Rhinolophus adami
Rhinolophus adami — вид рукокрилих родини Підковикові (Rhinolophidae).

## Поширення
Країни проживання: Конго. Відомий лише з десяти зразків. Спочиває в печерах і, як підозрюють, живе у тропічних вологих лісах.

## Загрози та охорона
Загрози для цього виду в даний час невідомі. Поки не відомо, чи вид присутній в будь-якій з охоронних територій.